# Yukijirushi Nyūgyō
Yukijirushi Nyūgyō K.K. (jap. 雪印乳業株式会社, Yukijirushi Nyūgyō kabushiki kaisha; engl. Snow Brand Milk Products Co., Ltd.) war ein japanisches Molkereiunternehmen. Es ging am 1. April 2011 durch Fusion in die Yukijirushi Megmilk auf.

## Marke
Das Markensymbol, die blauen Umrisse einer Schneeflocke auf weißem Grund, nutzt das Unternehmen bereits seit 1926. Yukijirushi bedeutet wörtlich „Schneemarke“ und wurde später auch zum Unternehmensnamen.

## Geschichte

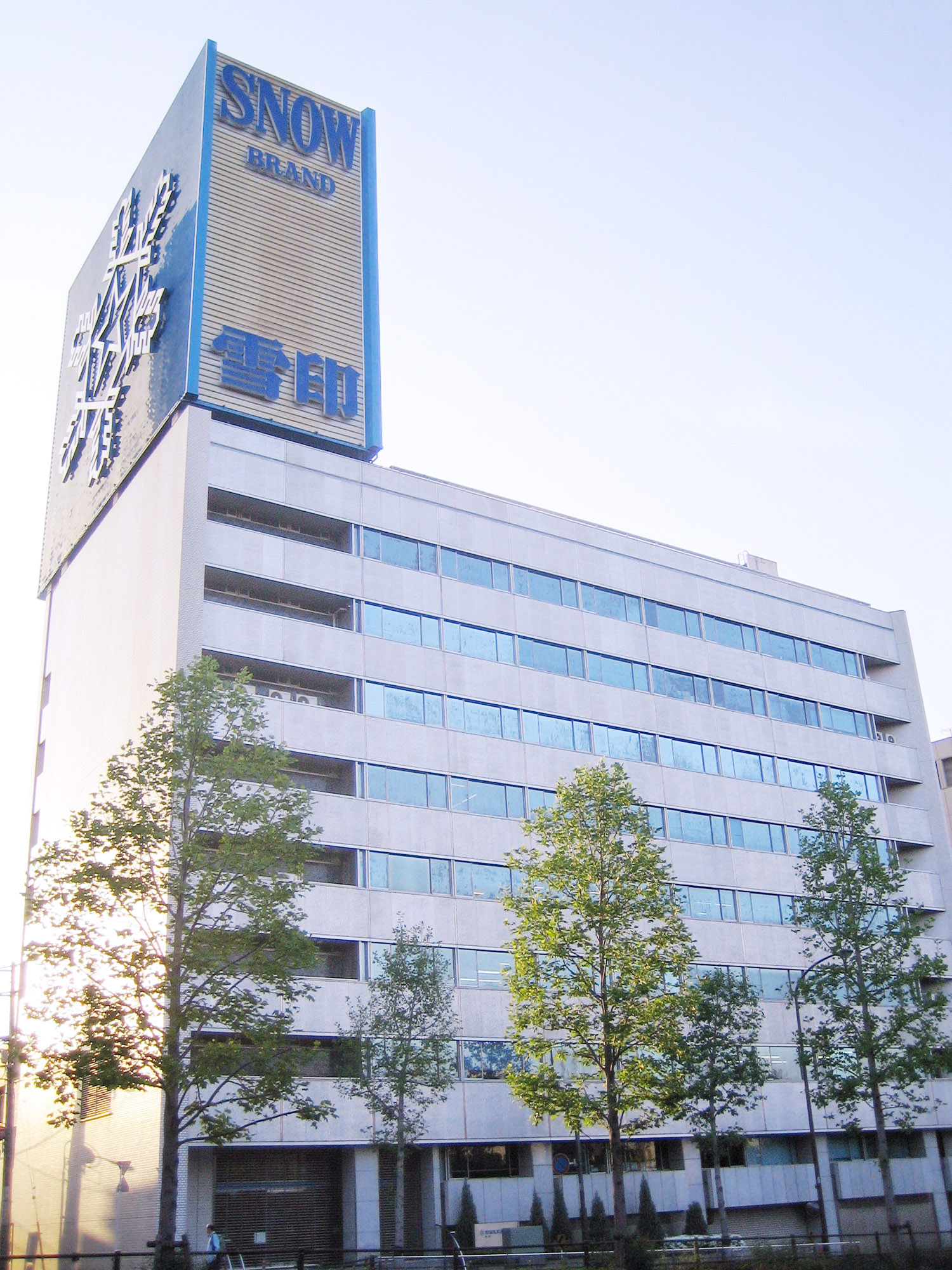
Unternehmenszentrale im Tokioter Bezirk Shinjuku.

Yukijirushi Nyūgyō wurde 1925 als yūgen sekinin hokkaidō seiraku hambai kumiai (有限責任北海道製酪販売組合, dt. „Gesellschaft für Milchproduktehandel Hokkaidō mit beschränkter Haftung“) gegründet. Bis in die 1930er Jahre hatte das Unternehmen mit der Herstellung von Butter, Margarine und Eiscreme begonnen. Im Pazifikkrieg wurde das Unternehmen mit anderen Molkereien vereinigt und in ein öffentliches Unternehmen (Hokkaidō rakunō kōsha) umgewandelt, bevor es 1947 wieder privatrechtlich organisiert wurde.
Das Kartellgesetz von 1947 (過度経済力集中排除法, kado keizairyoku shuchū haijo hō, dt. „Gesetz zur Abschaffung übermäßiger Konzentration von Wirtschaftsmacht“), mit dem Supreme Commander for the Allied Powers (SCAP) Douglas MacArthur und das Kabinett Katayama die großen Industriekonglomerate, Zaibatsu, zerschlagen ließen, betraf auch die Hokkaidō rakunō. Yukijirushi Nyūgyō wurde als Aktiengesellschaft reorganisiert, und die Butterherstellung als Hokkaidō Butter K.K. ausgegliedert. 1958 fusionierten die beiden Unternehmen wieder – aus Hokkaidō Butter war inzwischen Clover Nyūgō geworden, und das Gesetz war 1955 abgeschafft worden. 1960 wurde die Unternehmenszentrale in Tokio fertiggestellt.
Im Juni 2000 war Yukijirushi Nyūgyō für einen großen Lebensmittelskandal in der Region Kansai verantwortlich: Über 13.000 Menschen erkrankten, nachdem sie mit mehreren Arten von Bakterien, darunter Staphylococcus aureus, kontaminierte Milchprodukte konsumiert hatten. In der Folge brach der Umsatz zwischenzeitlich um 77 % ein, der Absatz von Milch sogar um 87 %. Ursache für die Kontamination war ein Stromausfall gewesen, die Polizei ermittelte wegen Fahrlässigkeit gegen die Unternehmensführung.
In der Folge des Milchskandals von 2000 wurde 2003 das Milchgeschäft in der Nippon Milk Community K.K. zusammengefasst und ausgelagert. Das Unternehmen operiert unter der Marke Megmilk. Anfang 2009 wurde die Wiederzusammenführung in einer gemeinsamen Holdinggesellschaft bekanntgegeben. 2011 erfolgte die endgültige Fusion zur Yukijirushi Megmilk K.K. (雪印メグミルク株式会社, engl. Megmilk Snow Brand Co., Ltd.).
Ein weiterer Lebensmittelskandal 2002 um systematisch falsch deklariertes Fleisch führte zur Abwicklung der Tochtergesellschaft Yukijirushi Shokuhin (雪印食品, Snow Brand Foods Co.).

## Tochtergesellschaften
Zur Unternehmensgruppe gehören insgesamt 42 Gesellschaften, darunter 15 konsolidierte Tochterunternehmen.

## Sportsponsor
Die Milchwirtschaft ist stark in Hokkaidō konzentriert, und Yukijirushi Nyūgyō unterhält als Wintersportsponsor eine eigene Mannschaft im nordischen Skisport, der in der Saison 2009/2010 unter anderem die Skispringer Takanobu Okabe, Yūta Watase und Yukio Sakano angehörten. Cheftrainer (kantoku) der Mannschaft ist Hiroya Saitō, Coach Masahiko Harada.
Von 1979 an unterhielt das Unternehmen auch eine Eishockeymannschaft, die spätere Sapporo Polaris, die im Zuge des Milchskandals 2001 aufgegeben wurde. Das unternehmenseigene Eisstadion in Sapporo, das 1980 eröffnete Yukijirushi Skate Center (43° 1′ 4,2″ N, 141° 28′ 44,9″ O), wird heute von der Tochtergesellschaft Yukijirushi Shubyō (雪印種苗, Snow Seed) als Unternehmenszentrale und Saatguthalle genutzt.